# Polystichum tangmeiense
Polystichum tangmeiense är en träjonväxtart som beskrevs av H. S. Kung och Y.Tateishi. Polystichum tangmeiense ingår i släktet Polystichum och familjen Dryopteridaceae. Inga underarter finns listade.